# Ващенко Пилип Григорович
Ващенко Пилип Григорович (1898 с. Клишки, Російська імперія — 14.02.1928 хутір Плоське, УРСР) — повстанець, що діяв на Сіверщині проти комуністів.

## Біографія
Пилип Григорович Ващенко народився 1898 р. в селі Клишках Кролевецького повіту Чернігівської губернії. На початку 1917 р. його забрали до війська, в моряки Чорноморського флоту. Повернувся додому наприкінці 1917 р., а у квітні місяці 1918 р. добровільно вступив до гетьманської варти м. Кролевця і проявив себе як щирий прибічник гетьмана Павла Петровича Скоропадського (1871—1945). Через якийсь час Ващенка призначили до карного загону варти в м. Коропі, Конотопської округи.

## Повстанський рух
Восени 1919 р. Ващенко вбиває голову клишківської сільради Касюка та створює повстанський загін з п'ятьох клишківців, які втекли з Червоної Армії. Загін Ващенка веде збройну боротьбу з активістами військового комунізму на селі, відбиває в чекістських продзагонах награбоване збіжжя та віддає його селянам. Повстанці беруть під свій захист бідних селян та палять більшовицькі сільради, розганяють комнезами, щоби ті не грабували середняків. З метою захоплення зброї, повстанці сміливо нападають на лісництва, залізничні потяги, виконкоми. У відповідь шосткинські більшовики утворюють восени 1920 р. батальйон частин особливого призначення (ЧОН), до якого увійшли усі наявні в місті комуністи та комсомольці.
Вбитий військовими Глухівського ГПУ 14 лютого 1928 року в хаті лісника на хуторі Плоське, що в урочищі Плоський сад, за 8 км від правобережного села Розльоти.
Тіло 29-річного Ващенка привезли у Вороніж на цукровий завод, потім привезли туди його рідних: батька, матір та сестру. Потім посадили мерця на лаву під віконцем прохідної цукрозаводу, вклали в ліву руку наган, а в праву руку — гвинтівку та сфотографували. Для остраху воронежців труп Вашенка протримали до вечора біля прохідної поки його було видно з боку дороги на Терещенську залізничну станцію.